# Отборный жёлтый

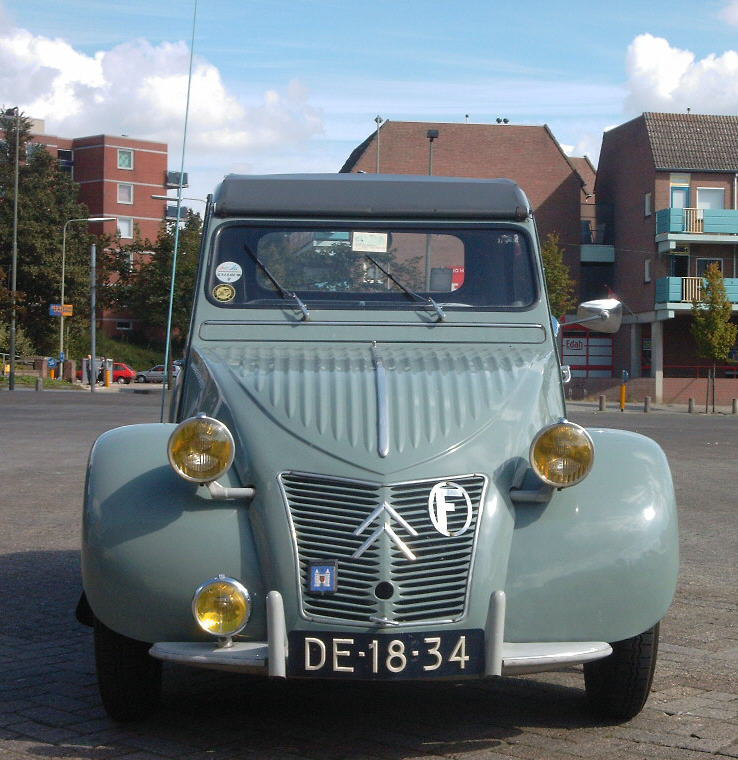
Citroën 2CV с фарами отборного жёлтого цвета

Отборный жёлтый — цвет противотуманных автомобильных фар. Правила допускают использование на автомобилях как белых противотуманных фар, так и противотуманных фар отборного жёлтого цвета. В Японии и Новой Зеландии отборный жёлтый разрешён также для остальных автомобильных фар.
Использование отборного жёлтого цвета в фарах обусловлено его способностью улучшать видимость, удаляя голубой цвет света фар, так как свет в голубой области диапазона труден для восприятия зрительной системой человека. Отборный жёлтый лишён эффекта ослепления водителя от дождя, тумана, снега и не создаёт бликов на мокрой дороге. 

## Формальное определение
Правила ЕЭК ООН определяют отборный жёлтый по компонентной цветовой модели следующим образом:
| Ограничение по красному           | {\displaystyle y\geq 0.138+0.580x} |
| Ограничение по зелёному           | {\displaystyle y\leq 1.290x-0.100} |
| Ограничение по белому             | {\displaystyle y\geq 0.966-x}      |
| Ограничение спектральной величины | {\displaystyle y\leq 0.992-x}      |

На передние противотуманные фары ограничение по белому выше:
| Ограничение по белому | {\displaystyle y\geq 0.940-x} |
|                       | {\displaystyle y\geq 0.440}   |

Совокупность параметров, определяющих отборный жёлтый цвет, лежит вне гаммы RGB — такой чистый жёлтый не может быть получен с помощью средств RGB. Экземпляр цвета выше ненасыщенного приближения, созданного путём установки на стандартный отборный жёлтый определённому в (0,502; 0,477) и перемещая его в направлении белой точки D65 до тех пор, пока она не пересечётся в треугольнике гаммы в (0,478; 0,458).

## Применение отборного жёлтого

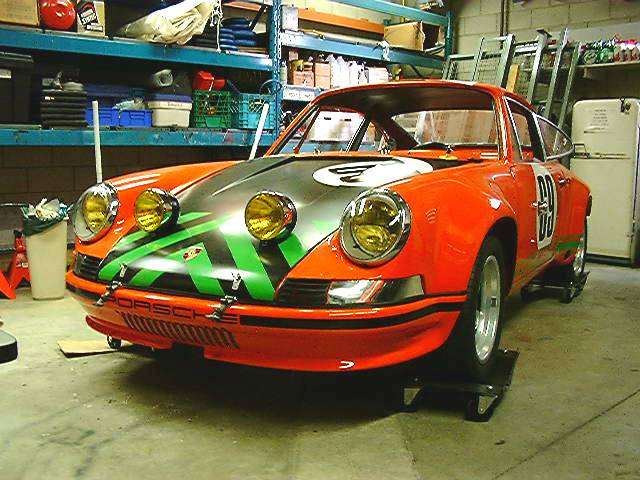
Автомобиль Porsche 911 с фарами отборного жёлтого цвета
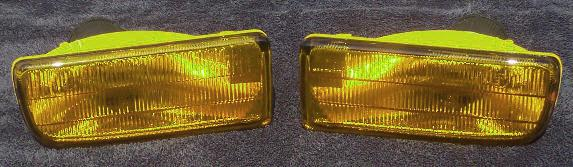
Пара противотуманных фар отборного жёлтого цвета
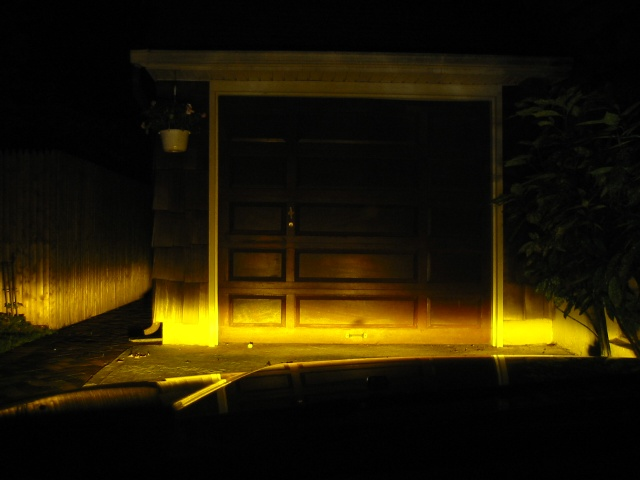
Свет от противотуманных фар
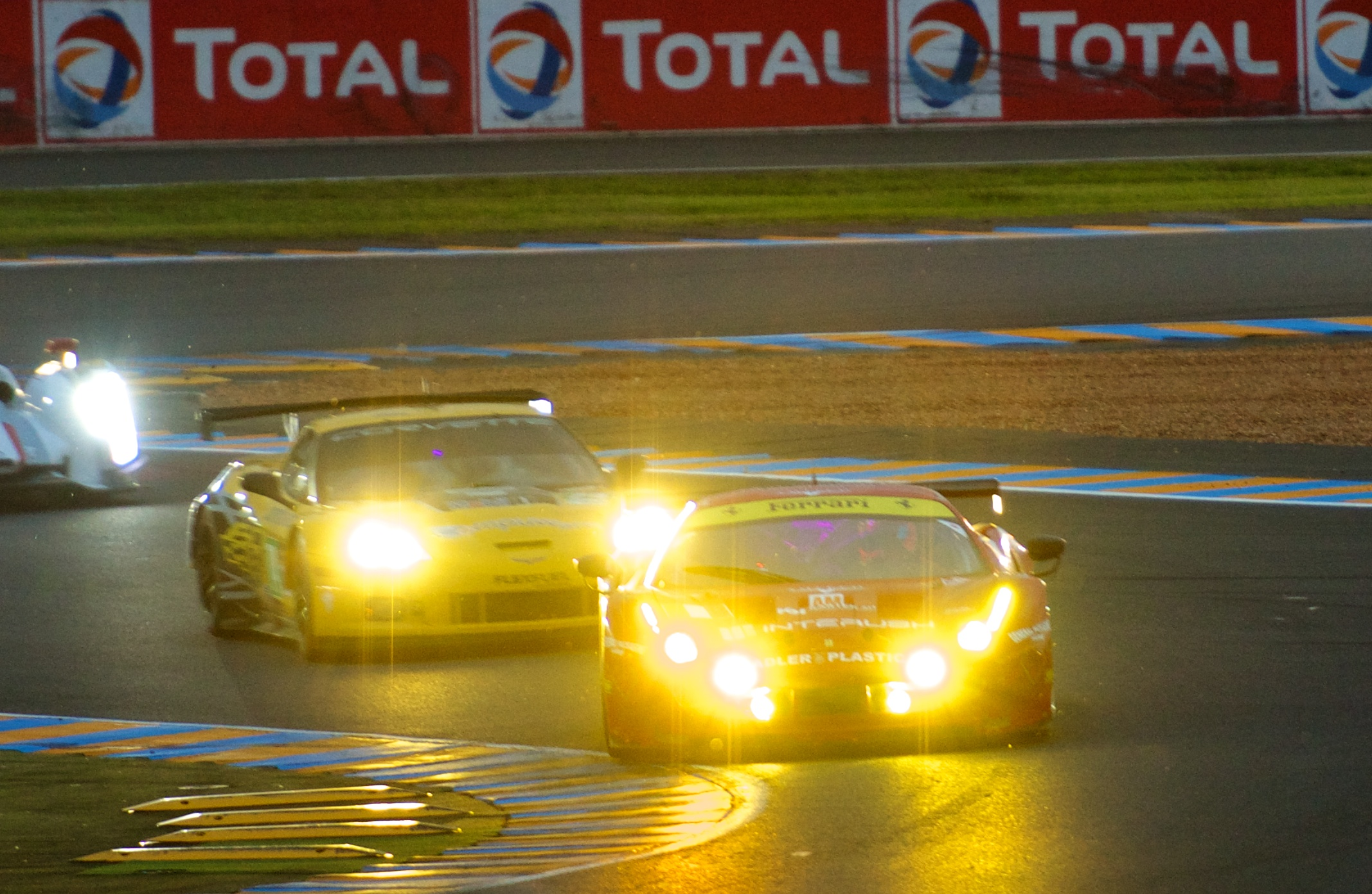
Гоночные автомобили класса GT с фарами отборного жёлтого цвета во время гонки в Ле-Мане